# Liste der Stadtteile Leipzigs
Die heutige Stadt Leipzig entstand durch schrittweise Eingemeindung von vorher selbstständigen Landgemeinden bzw. (Ritter-)Gutsbezirken der Amtshauptmannschaft Leipzig, des Landkreises Leipzig bzw. des Landkreises Leipziger Land, die im Jahr 1889 begannen.
Diese ehemals selbstständigen Gemeinden werden heute als Stadtteile bezeichnet und dürfen nicht mit der Struktur der Ortsteile verwechselt werden (vgl. Liste der Stadtbezirke und Ortsteile Leipzigs). Obwohl sie mitunter die gleichen Namen tragen, existieren die Ortsteile erst seit 1992, haben andere, willkürliche Grenzen und umfassen teilweise mehrere Stadtteile.
Insgesamt sind es 98 Stadtteile.

## Alphabetische Liste der Leipziger Stadtteile
Jahreszahl: Zugehörigkeit zur Stadt Leipzig seit (Stadtrecht, Kauf bzw. Eingemeindung)
| - Abtnaundorf 1930 - Althen 1999 - Anger 1889 - Baalsdorf 1999 - Barneck 1999 - Barneck (Rittergutsbezirk) 1925 - Böhlitz 1999 - Bösdorf 1999 - Breitenfeld 1999 - Burgaue (Gutsbezirk) 1925 - Burghausen 2000 - Cleuden 1930 - Connewitz 1891 - Crottendorf 1889 - Döbschütz 1891 - Dölitz 1910 - Dölitz (Rittergutsbezirk) 1925 - Dösen 1910 - Ehrenberg 1999 - Engelsdorf 1999 - Eutritzsch 1890 - Eythra 1999 (nur z. T. eingemeindet, liegt teilweise im Tagebau Zwenkau) - Flickert (Gemarkung) 1994 - Göbschelwitz 1997 - Gohlis 1890 - Göhrenz (nur einige Flurstücke 1994) - Gottscheina 1997 - Großmiltitz 1999 (einige Flurstücke schon 1979) - Großwiederitzsch 1999 - Großzschocher 1922 - Großzschocher (Rittergutsbezirk) 1925 - Gundorf 1999 - Hänichen 1999 - Hartmannsdorf 1993 - Heiterblick 1930 - Hirschfeld 1999 - Hohenheida 1997 - Holzhausen 1999 | - Kaserne 106 Möckern (Gutsbezirk) 1925 - Kleinmiltitz 1999 - Kleinpösna 1999 - Kleinwiederitzsch 1999 - Kleinzschocher 1891 - Kleinzschocher (Rittergutsbezirk) 1909 - Knauthain 1936 - Knautkleeberg 1930 - Knautnaundorf 1999 - Kulkwitz (nur z. T. eingemeindet) - Lauer (Rittergutsbezirk) 1936 (teilweise bereits 1922) - Lausen 1995 (einige Flurstücke schon 1979) - Leipzig ca. 1165 - Leutzsch 1922 - Leutzsch (Rittergutsbezirk) 1925 - Liebertwolkwitz 1999 - Lindenau 1891 - Lindenthal 1999 - Lößnig 1891 - Lößnig (Rittergutsbezirk) 1904 - Lusitz (Vorwerk) 1856/57 - Lützschena 1999 - Meusdorf 1910 - Meusdorf (Vorwerk) 1925 - Mockau 1915 - Möckern 1910 - Möckern (Rittergutsbezirk) 1925 - Mölkau 1999 - Neblitz (Gemarkung) 1997 - Neureudnitz 1890 - Neuscherbitz (Rittergutsbezirk) 1999 - Neusellerhausen 1892 - Neuschönefeld 1890 - Neustadt 1890 - Neutzsch 1930 | - Paunsdorf 1922 - Paunsdorf (Rittergutsbezirk) 1925 - Petzscher Mark (Flurstück) 1862 - Pfaffendorf (Gutsbezirk) 1862 - Plagwitz 1891 - Plaußig 1996 - Plösen 1930 - Portitz 1935 - Probstheida 1910 - Quasnitz 1999 - Rehbach 1999 - Reudnitz 1889 - Rosental (Gutsbezirk) 1663 - Rückmarsdorf 2000 - Schleußig 1891 - Schönau 1930 - Schönefeld 1915 (einige Flurstücke schon 1890) - Schönefeld (Rittergutsbezirk) 1925 - Seehausen 1997 - Sellerhausen 1890 - Sommerfeld 1999 - Stahmeln 1999 - Stötteritz 1910 - Stötteritz unteren Teils (Rittergutsbezirk) 1925 - Stünz 1910 - Thonberg 1890 - Volkmarsdorf 1890 - Wahren 1922 - Windorf 1922 - Windorf (Vorwerk) 1925 - Zuckelhausen 1999 - Zweinaundorf 1999 |

## Geläufige Stadtteilnamen, die nicht unmittelbar auf alte Dörfer bzw. Gemarkungen zurückgehen
- Anger-Crottendorf (1883 Zusammenschluss der beiden Dörfer bereits vor der Eingemeindung nach Leipzig)
- Böhlitz-Ehrenberg (1839 Zusammenschluss von Böhlitz und Ehrenberg; 1934 kam Gundorf mit Barneck und dem Gutsbezirk Schlohbachs Hof hinzu)
- Großzschocher-Windorf (1897 Zusammenschluss der beiden Dörfer bereits vor der Eingemeindung nach Leipzig)
- Grünau (Wohngebiet, bestehend aus Teilen von Großmiltitz, Kleinzschocher, Lausen und Schönau)
- Lützschena-Stahmeln (Zusammenschluss von Hänichen, Lützschena, Quasnitz und Stahmeln bereits vor der Eingemeindung nach Leipzig)
- Marienbrunn (Wohngebiet in Connewitz, umfasst im Wesentlichen die ehemalige Gartenvorstadt Marienbrunn, Mariental und den Nordteil der Gudrunsiedlung)
- Miltitz (1934 Zusammenschluss von Groß- und Kleinmiltitz bereits vor der Eingemeindung nach Leipzig)
- Südvorstadt (Wohngebiet, bestehend aus dem Südteil von Leipzig und dem ehemaligen Vorwerk Lusitz, das im Volksmund Brandvorwerk genannt wurde)
- Thekla (1889 Zusammenschluss von Cleuden, Neutzsch und Plösen bereits vor der Eingemeindung nach Leipzig)
- Wiederitzsch (1904 Zusammenschluss von Groß- und Kleinwiederitzsch bereits vor der Eingemeindung nach Leipzig)